# Xavier Legrand
Pour les articles homonymes, voir Legrand.
Xavier Legrand, né le 28 mars 1979, est un acteur, scénariste et réalisateur français.

## Biographie
Il suit sa formation d'acteur au Conservatoire national supérieur d'art dramatique de Paris. Régulièrement au théâtre, il réalise son premier film Avant que de tout perdre qui reçoit de nombreux prix dont quatre au Festival international du court métrage de Clermont-Ferrand en 2013 (Grand Prix National, Prix du Public, Prix de la Presse-Télérama, Prix de la Jeunesse), et le César du meilleur court métrage en 2014. Il est également nommé aux Oscars la même année.
Son premier long métrage Jusqu'à la garde est en compétition officielle à la 74e Mostra de Venise où il remporte le Lion du Futur pour le Meilleur Premier Film et le Lion d'argent du meilleur réalisateur. Le film est sorti en France le 7 février 2018 et a reçu cinq César dont celui du Meilleur Film et du premier César des Lycéens en 2019. Il est membre du jury du 44e Festival du cinéma américain de Deauville 2018.
Il réalise en 2021, la campagne d'appels à témoignage pour la CIIVISE (Commission indépendante sur l’inceste et les violences sexuelles faites aux enfants) co-présidée par Édouard Durand et Nathalie Mathieu. Près de 30 000 témoignages ont été recueillis pendant l'opération.
En 2023 il sort son deuxième long-métrage, intitulé Le Successeur, librement adapté du livre d'Alexandre Postel L'Ascendant.

## Filmographie

### En tant que réalisateur et/ou scénariste

#### Cinéma
- 2017 : Jusqu'à la garde
- 2023 : Le Successeur

#### Télévision
- 2023 : Tout va bien de Camille de Castelnau (Épisodes 3 & 4)

#### Courts métrages
- 2012 : Avant que de tout perdre

#### Clips
- 2019 : Pas plus le jour que la nuit d'Alex Beaupain (clip musical)
- 2021 : Campagne CIIVISE (Commission indépendante sur l’inceste et les violences sexuelles faites aux enfants)

### En tant qu'acteur

#### Cinéma
- 2005 : Les Amants réguliers de Philippe Garrel
- 2010 : Les Mains libres de Brigitte Sy : Laurent
- 2019 : Exfiltrés d'Emmanuel Hamon : Matray
- 2024 : Le Dernier souffle de Costa-Gavras : Éric

#### Télévision
- 2010 : Camus de Laurent Jaoui : Homme chez Boris Vian 1 (téléfilm)
- 2012 : Tiger Lily, 4 femmes dans la vie de Benoît Cohen : Fred (série télévisée)
- 2016 : Blaise de Dimitri Planchon (série animée, voix)
- 2017 : L'Utopie des images de la Révolution russe d'Emmanuel Hamon (documentaire, voix)
- 2018 : Marius Petipa, le maître français du ballet russe de Denis Sneguirev (documentaire, voix)
- 2021 : Mortel de Frédéric Garcia : Monsieur Celoni (série télévisée)

#### Courts métrages
- 2006 : Point de fuite de Nicolàs Lasnibat : Vincent
- 2009 : La Ligne de fuite d'Alexandre Zeff : Martin
- 2009 : L'Endroit idéal de Brigitte Sy : Laurent
- 2016 : Un soir de mars de Joseph Minster : Thomas
- 2024 : La Mauvaise Porte d’Anne Le Tallec : le mari

## Théâtre
- 2006 : Ervart, ou les derniers jours de Friedrich Nietzsche d'Hervé Blutsch, mise en scène de Christian Schiaretti - Théâtre National Populaire de Villeurbanne - Théâtre Ouvert
- 2006 : Fol ou le siècle d’ombres, mise en scène de Laurent Bazin - MC93 de Bobigny
- 2006 : Coriolan de William Shakespeare, mise en scène de Christian Schiaretti - Théâtre National Populaire de Villeurbanne
- 2007 : La Nuit de Madame Lucienne de Copi, mise en scène d'Irina Solano - Ateliers-Berthier-Théâtre de l'Odéon
- 2007 : Le Monte-plats et Célébration d'Harold Pinter, mise en scène d'Alexandre Zeff - Théâtre 13
- 2007 : Les 5 Comédies de Molière, mise en scène de Christian Schiaretti - Théâtre National Populaire de Villeurbanne
- 2007 : Mal mais vite, d’après Paul Claudel et Jean-Louis Barrault, adaptation et mise en espace de Gérald Garutti. Rencontres littéraires de Brangues, Odéon-Théâtre de l’Europe.
- 2008 : Par-dessus bord de Michel Vinaver, mise en scène de Christian Schiaretti - Théâtre National de La Colline - Théâtre National Populaire de Villeurbanne
- 2008 : Les Chasseurs d’absolu, d’après Arthur Rimbaud, Stéphane Mallarmé et Paul Claudel, adaptation et mise en espace de Gérald Garutti. Rencontres littéraires de Brangues, France Culture.
- 2009 : Mesure pour Mesure de William Shakespeare, mise en scène de Jean-Yves Ruf - MC93 de Bobigny - Théâtre de Vidy-Lausanne
- 2010 : Le Laboratorium, mise en scène d'Angélique Friant - La Comédie de Reims
- 2010 : Vénus de Suzan-Lori Parks, mise en scène de Cristèle Alvès Meira - Théâtre de l'Athénée-Louis Jouvet
- 2011 : La Mouette d'Anton Tchekhov, mise en scène de Christian Benedetti - Théâtre-Studio d'Alfortville - Théâtre de l'Athénée-Louis Jouvet - Théâtre National de Toulouse - Théâtre de La Criée de Marseille
- 2012 : Graal Théâtre - Merlin L’Enchanteur de Florence Delay et Jacques Roubaud, mise en scène de Julie Brochen et Christian Schiaretti - Théâtre National Populaire de Villeurbanne - Théâtre National de Strasbourg
- 2013 : Graal Théâtre - Gauvain et le Chevalier Vert de Florence Delay et Jacques Roubaud, mise en scène de Julie Brochen - Théâtre National Populaire de Villeurbanne - Théâtre National de Strasbourg
- 2013 : Trois Sœurs d'Anton Tchekhov, mise en scène de Christian Benedetti - Théâtre-Studio d'Alfortville - Théâtre National de Toulouse - Théâtre de La Criée de Marseille
- 2014 : Graal Théâtre - Perceval Le Gallois de Florence Delay et Jacques Roubaud, mise en scène de Christian Schiaretti - Théâtre National Populaire de Villeurbanne - Théâtre National de Strasbourg
- 2014 : Graal Théâtre - Lancelot du Lac de Florence Delay et Jacques Roubaud, mise en scène de Julie Brochen et Christian Schiaretti - Théâtre National Populaire de Villeurbanne - Théâtre National de Strasbourg
- 2015 : Auto-accusation de Peter Handke, mise en scène de Félicité Chaton - Théâtre de La Loge
- 2016 : Anna Karénine, Les bals où on s'amuse n'existent plus pour moi d'après Léon Tolstoï, adaptation et mise en scène de Gaëtan Vassart - Théâtre de la Tempête
- 2018 : Auto-accusation de Peter Handke, mise en scène de Félicité Chaton - Théâtre-Studio d'Alfortville
- 2019 : Mademoiselle Julie d'August Strindberg, mise en scène de Julie Brochen - Théâtre de l'Atelier
- 2019 : Suzanne & Louise d'Hervé Guibert, conception d'Arnaud Cathrine et Colombe Boncenne - Maison de la Poésie

## Distinctions

### Décorations
- Chevalier des Arts et des Lettres 2013
- Officier de l'ordre des Arts et des Lettres 2019

### Récompenses
Pour Avant que de tout perdre, court métrage :
- 2013 : Grand prix national, Prix du public, Prix de la presse Télérama et Prix de la jeunesse au Festival international du court métrage de Clermont-Ferrand (France)
- 2013 : Prix du public au Festival Premiers Plans d'Angers (France)
- 2013 : Prix spécial du jury - Festival COLCOA de Los Angeles (États-Unis)
- 2013 : Prix du public au Festival international du court métrage de Bruxelles (Belgique)
- 2013 : Grand Prix Unifrance (France)
- 2013 : Prix du meilleur scénario au Festival du film court de Grenoble (France)
- 2013 : Prix Cinema Nova du Festival International du film de Melbourne (Australie)
- 2013 : Meilleur film international du Festival international des courts métrages de Ciudad Juarez (Mexique)
- 2013 :  Prix du public au Festival du court métrage de Villeurbanne (France)
- 2014 : César du meilleur court métrage
- 2014 : Prix de la presse internationale au My French Film Festival

Pour Jusqu'à la garde, long métrage : 
- Mostra de Venise 2017 : Lion d'argent du meilleur réalisateur et Prix Luigi De Laurentiis du meilleur premier film
- Festival International du Film de San Sebastiàn 2017 : Prix du Public du Meilleur Film Européen
- Festival International du Film de Saint-Jean-De-Luz 2017 : Prix du Jury
- Festival International du Film de Macao 2017 : Prix du Meilleur Réalisateur
- Festival Premiers Plans d'Angers 2018 : Prix du Public
- Festival du Film français de Los Angeles COLCOA 2018 : Coming Soon Award
- Prix Louis Delluc 2018 du Meilleur Premier Film
- Prix Club Média Ciné du Meilleur Film Français 2018
- Syndicat Français de la Critique de Cinéma du Meilleur Premier Film Français 2018
- 24e cérémonie des prix Lumières : Prix Lumières du meilleur premier film[3],[4].
- César 2019 pour Jusqu'à la garde :
  - César du meilleur film
  - César du meilleur scénario original
  - César des lycéens[5]
- Festival International du Film Policier de Beaune : Prix Claude Chabrol 2019

Pour Le Successeur, long métrage : 
- Cinémania Festival du Film Francophone de Montréal 2023  : Prix du Meilleur Film Québécois  I Prix du Rayonnement Banque Nationale
- Les Arcs Film Festival 2023 : Prix du Public
- Les Arcs Film Festival 2023 : Prix de la Meilleure Photographie - Nathalie Durand
- Otranto Film Festival 2024 : Prix du Meilleur Scénario

### Nominations
- Oscar 2014 : Oscar du meilleur court métrage en prises de vues réelles pour Avant que de tout perdre
- César 2019 : Meilleur Réalisateur pour Jusqu'à la Garde
- César 2019 : Meilleur Premier Film pour Jusqu'à la Garde
- Prix Lumières 2019 : Meilleur Réalisateur pour Jusqu'à La Garde